# Велико преселение на народите
Великото преселение на народите е мощен миграционен процес на евразийски племена през IV – VII век от новата ера. Племената са от няколко езикови семейства – от индоевропейското: ирански, славянски и германски племена; от уралското: (маджари, фини и др.); от алтайското (хуни, авари, хазари; тюркоезични: печенеги, кумани, прабългари и др.) Често за начало на този процес се приема нашествието на хуните в Европа – 375/376 г., а за край – създаването на Лангобардското кралство в днешна Италия през 568/569 г., но както повечето исторически процеси, няма общоприети точни времеви граници.

## Етимология
Терминът „преселение на народите“ започва да се използва през XVIII век. Причината за това е, че многобройни племена и народи изминават стотици километри, за да достигнат нови територии, които да обитават. В българската историография чак през XX век започва да се използва и прилагателното „Велико“, вероятно за да се наблегне на мащабите на преселението.
Съвременниците на събитията от Южна Европа ги наричат варварски нашествия.

## Причини
Спорни са причините за началото на Великото преселение на народите. Докъм средата на ХХ век за главна причина се смятало нашествието на хуните от ІV – V век. Хуните още от около ІІ век водели битки с населението на Поволжието, притискайки ираноезични и германоезични европеидни племена. През 70-те години на IV век хуните водят война с Готското кралство, като през 375 година ги разбиват при р. Истър (дн. Дунав) и дълготрайно усядат на европейски територии. Някои хронисти оприличават хуните на полуживотни, кентаври. Страхувайки се от този бич Божий, племената започват да мигрират. Това от своя страна води до миграцията на племена, които не са били пряко застрашени от хуните.
Тези теории обаче в днешно време са оспорени. Анализ на климата от този период показва, че около III – IV век по степите на Евразия настъпва засушаване – навярно това е причината за нашествието на хуните. Климатът става по-студен, което означава по-малко добри земеделски площи за европейците, а през VI – VII век има малък „ледников период“, което още повече влошава условията за живот. Предполага се, че тези промени имат пряко влияние върху Великото преселение на народите.
Римската империя не успява да асимилира имигриралите на нейните територии варвари, което може да се смята за още една причина.

## Главни движения
Миграциите през Великото преселение на народите имат ясно очертана посока. Народите от по-северните географски ширини се придвижват на юг, а източни народи, живеещи на предела между Европа и Азия, се придвижват на запад. Може да се различат два периода: първи (напр. [[вандали]те]) през IV – V век и втори (напр. прабългари) през VI – VII век, въпреки че понякога се говори и за трета „вълна“ (напр. маджарите) от VII – IX век. През първия период голяма част от народите се заселват на територии на Римската империя и служат на императора, след което се отцепват, или от самото начало превземат римски територии. Например през 376 г. край Адрианопол (дн. Одрин) има готски бунт. Две години по-късно отново готите, водени от Фритигерн, водят битка с Рим и го побеждават, а на бойното поле умира римският император Валент.
От II век започва упадък на Римската империя, за който историците изтъкват различни причини – лошото управление на редица слаби владетели, нравствения упадък на римските граждани и дори масово отравяне от често употреба на олово. Отслабналата империя не може да удържи всички територии, на които се разпростира, затова позволява на различни варварски групи да се заселват на гранични територии, като признават властта на Рим. Някои групи живеят близо до големи римски градове, но очевидно империята ги желае само като дребни земевладелци. В Римската империя е имало начини, по които варварин да стане римски гражданин (например чрез военна служба в римската армия за определен период), но тези начини не са приложими към цели племена и народи.
Много от племената изчезват, давайки начало на нови народи. Създават се държави (в началото по-скоро съюзи) от няколко обединени племена. Някои съществуващи преди това държави променят своя териториален обхват (готските кралства), губят територии или просто напълно изчезват. Наричат ги наследници на Рим, тъй като окупират римски територии и в крайна сметка те създават нова Европа.
Така наречените Тъмни векове (название, въведено от Франческо Петрарка) са поне отчасти резултат на Великото преселение на народите. Повечето книги, документи и т.н. в Римската империя са написани на латински или гръцки език. Тъй като варварите не говорят тези езици, знанието в писмените паметници остава задълго непонятно за тях и се пази главно в манастирите и църквите, където монасите знаят латински и притежават големи библиотеки.

## Прабългарите във Великото преселение
Прабългарите вероятно проникват в Европа през IV век, съгласно с текста на Анонимния римски хронограф от 354 г. (препис на текст от 334 г.). Те са разделени на няколко племена – утигури, кутригури и др. В началото на VII век те са част от Тюркския хаганат и начело с хан Кубрат възстават през 632 г. Кубрат основава Стара Велика България и обединява прабългарските племена в племенен съюз, притежаващ някои от признаците на държава. След смъртта на Кубрат синовете му разделят племената и поемат по различни пътища. Хан Батбаян остава на териториите на баща си. Хан Аспарух създава Дунавска България. Хан Кубер се заселва в Македония, а хан Котраг създава Волжка България.